# Марина Гендс
Марина Гендс (англ. Marina Hands; нар. 10 січня 1975, Париж) — французька акторка.

## Біографія
Марина Гендс народилася 10 січня 1975 року у Парижі, Франція. Марина — донька французької акторки Людмили Мікаель та англійського режисера і актора Тері Гендса, онучка відомого французького художника українського походження Петра Дмитрієнка (фр. Pierre Dmitrienko).
У 1995 році Марина почала навчання в акторській школі «Курси Флоран» (фр. Cours Florent), потім навчалася в Національній Консерваторії драматичного мистецтва і Лондонської академії музики та мистецтва. У 2006 році зіграла головну роль у фільмі «Леді Чаттерлей», за яку отримала премію «Сезар» в категорії «Найкраща акторка».

## Вибіркова фільмографія
| Рік  |    | Українська назва                             | Оригінальна назва                                                     | Роль                |
| ---- | -- | -------------------------------------------- | --------------------------------------------------------------------- | ------------------- |
| 2000 | ф  | Вірність                                     | La fidélité                                                           | Джулія              |
| 2002 | ф  |                                              | Sur le bout des doigts                                                | Джульєтта           |
| 2003 | ф  | Навали варварів                              | Les invasions barbares                                                | Гаелль              |
| 2005 | ф  | Сірі душі                                    | Les âmes grises                                                       | Лісія Верарен       |
| 2006 | ф  | Не кажи нікому                               | Ne le dis à personne                                                  | Анна Бек            |
| 2006 | ф  | Леді Чаттерлей                               | Lady Chatterley                                                       | Констанція          |
| 2007 | ф  | Скафандр і метелик                           | Le scaphandre et le papillon                                          | Жозефіна            |
| 2007 | ф  |                                              | Le temps d'un regard                                                  | Наталія             |
| 2008 | ф  | Історія Джен                                 | Story of Jen                                                          | Сара                |
| 2009 | ф  | Код змінився                                 | Le code a changé                                                      | Джульєтта           |
| 2009 | ф  | Матері і доньки                              | Mères et filles                                                       | Одрі                |
| 2010 | ф  | Звичайна страта                              | Une exécution ordinaire                                               | Анна                |
| 2010 | ф  | Разом ми проживаємо величезну історію любові | Ensemble, nous allons vivre une très, très grande histoire d'amour... | Дороті Духамп       |
| 2011 | ф  | Подивися, як вони танцюють                   | Voyez comme ils dansent                                               | Ліза Клемент        |
| 2011 | тф |                                              | Pour Djamila                                                          | Жизель Халімі       |
| 2011 | ф  | Спорт дівчат                                 | Sport de filles                                                       | витончена жінка     |
| 2013 | ф  | Жапплу                                       | Jappeloup                                                             | Надя                |
| 2014 | ф  | Красуні у Парижі                             | Sous les jupes des filles                                             | Інес                |
| 2014 | ф  | Дні, що прийшли                              | Les jours venus                                                       | Марі                |
| 2014 | ф  | Бути чи не бути                              | GHB: To Be or Not to Be                                               | Джил/Генріетта/Флер |
| 2015 | ф  | Шик!                                         | Chic!                                                                 | Елен Бірк           |
| 2018 | ф  | Гі                                           | Guy                                                                   | Кріс-Єва            |
| 2020 | ф  | Тріумф                                       | Un triomphe                                                           |                     |

## Визнання
| Нагороди та номінації Марини Гендс | Нагороди та номінації Марини Гендс | Нагороди та номінації Марини Гендс | Нагороди та номінації Марини Гендс | Нагороди та номінації Марини Гендс | Нагороди та номінації Марини Гендс |
| Рік                                | Нагорода                           | Категорія                          | Фільм                              | Результат                          |                                    |
| ---------------------------------- | ---------------------------------- | ---------------------------------- | ---------------------------------- | ---------------------------------- | ---------------------------------- |
| 2006                               | Премія «Сезар»                     | Найперспективніша акторка          | Сірі душі                          | Перемога                           |                                    |
| 2007                               | Премія «Сезар»                     | Найкраща акторка                   | Леді Чаттерлей                     | Перемога                           |                                    |
| 2007                               | Премія «Сезар»                     | Найперспективніша акторка          | Леді Чаттерлей                     | Номінація                          |                                    |
| 2007                               | Премія «Люм'єр»                    | Найкраща акторка                   | Леді Чаттерлей                     | Перемога                           |                                    |
| 2007                               | Золота зірка французького кіно     | Найкраща акторка-дебютантка        | Леді Чаттерлей                     | Номінація                          |                                    |